# LaunchELF
LaunchELF je open source správce souborů pro konzoli PlayStation 2, který vyrobil „Mirakichi“ v PS2SDK, umožňuje uživateli spouštět homebrew software, spouštět a manipulovat se soubory na paměťové kartě, pevném disku, nebo USB flash disku. Uživatel však musí mít nainstalovaný modchip, PS2 Independence Exploit, Free McBoot nebo jiný způsob pro boot, aby šel správce souborů spustit.
Poslední verze LaunchELF je 3.41

## uLaunchELF
S verzí 3.41 se uvolnil zdrojový kód LaunchELF a členové „EP“ a „dlanor“ fóra PS2-Scene jej použili pro vytvoření „uLaunchELF“ s pomocí dalších členů komunity. Rozšířili funkcionalitu o textový editor, podporu připojení klávesnice, spravování oddílů na disku, FTP, prohlížeč obrázků, podporu pozadí a barevných schémat. Vývojáři začali s číslováním verzí od 3.41a, projekt se aktivně vyvíjel až do verze 4.39.